# Äpplarö
Äpplarö är en ö i Stockholms mellersta skärgård. Den ligger i Österåkers kommun, norr om Ingmarsö.

## Historia
År 1646 köpte Lennart Torstenson skatterätten till bland annat Äpplarö och blev därmed skärgårdens störste godsägare.
Under ångbåtsepoken påbörjades det storskaliga projektet Äpplaröbaden 1903, men det gick i konkurs redan 1910. År 1917 köptes anläggningen av affärsmannen Johan Petter Åhlén som lät bygga den så kallade Maritz-gården som fortfarande är i familjens ägo.

## Natur
Norra/östra delen av ön ingår i Äpplarö naturreservat. På Äpplarö finns betesmarker, våtmarker, hällmarker, barrskog och lövskog med bland annat asp, ek, al, hassel och lind.
Ikea har uppkallat några av sina utemöbler efter Äpplarö.